# Polska na Światowych Wojskowych Igrzyskach Sportowych 2007
Polska na Światowych Wojskowych Igrzyskach Sportowych 2007 – reprezentacja Polski podczas igrzysk wojskowych liczyła 72 żołnierzy. 
Międzynarodowe, multidyscyplinarne zawody dla sportowców-żołnierzy odbyły się w okresie od 14 do 21 października 2007 roku. Szefem misji Wojska Polskiego na światowe igrzyska wojskowe w indyjskim Hajdarabadzie był gen. broni Lech Konopka, szefem delegacji płk Michał Bułkin, a kapitanem polskiej reprezentacji st chor. sztab. Andrzej Wroński. W gronie sędziów na 4. Światowe Wojskowe Igrzyska Sportowe znalazło się czterech polskich sędziów: Zbigniew Bielawski (judo), Janusz Rozum (lekkoatletyka), Andrzej Wroński i Krzysztof Kłosek (obaj zapasy) oraz prezydent Komisji Sportowej Judo CISM prof. płk rez. Roman Kalina.
Reprezentanci Polski wystartowali w 9 dyscyplinach, medale zdobyli w 3 (w lekkoatletyce, judo i w zapasach), ustanowili w dwóch konkurencjach rekordy igrzysk wojskowych (CR). Największymi gwiazdami w polskiej ekipie byli lekkoatleci: Marcin Jędrusiński – zdobywca złotego i srebrnego medalu oraz Daria Korczyńska – zdobywczyni złotego i brązowego medalu.

## Zdobyte medale
Reprezentanci Polski zdobyli ogółem 16 medali (4 złote, 5 srebrne oraz 7 brązowe).

### Mężczyźni
| Medal  | Zawodnik                                                                        | Dyscyplina    | Konkurencja                   | Rezultat | Data            |
| ------ | ------------------------------------------------------------------------------- | ------------- | ----------------------------- | -------- | --------------- |
| Złoto  | Piotr Małachowski                                                               | Lekkoatletyka | rzut dyskiem                  | 65,87 m  | 16 października |
| Złoto  | Marcin Jędrusiński                                                              | Lekkoatletyka | bieg na 200 m                 | 20,70    | 18 października |
| Srebro | Daniel Dąbrowski                                                                | Lekkoatletyka | bieg na 400 m                 | 46,36    | 16 października |
| Srebro | Marcin Dróżdż                                                                   | Lekkoatletyka | dziesięciobój                 | 7396     | 16 października |
| Srebro | Aleksander Waleriańczyk                                                         | Lekkoatletyka | skok wzwyż                    | 2,26     | 17 października |
| Srebro | Marcin Jędrusiński Artur Kohutek Marcin Marciniszyn Zbigniew Tulin Łukasz Chyła | Lekkoatletyka | sztafeta 4 x 100 m            | 39,52    | 18 października |
| Srebro | Radosław Horbik                                                                 | Zapasy        | kat. do 84 kg styl wolny      |          | 19 października |
| Brąz   | Łukasz Chyła                                                                    | Lekkoatletyka | bieg na 100 m                 | 10,39    | 16 października |
| Brąz   | Julian Kwit                                                                     | Zapasy        | kat. do 74 kg styl klasyczny  |          | 17 października |
| Brąz   | Łukasz Banak                                                                    | Zapasy        | kat. do 120 kg styl klasyczny |          | 18 października |

### Kobiety
| Medal | Zawodnik                                                                          | Dyscyplina    | Konkurencja    | Rezultat | Data            |
| ----- | --------------------------------------------------------------------------------- | ------------- | -------------- | -------- | --------------- |
| Złoto | Daria Korczyńska                                                                  | Lekkoatletyka | bieg na 200 m  | 23,44    | 17 października |
| Złoto | Sylwia Ejdys                                                                      | Lekkoatletyka | bieg na 1500 m | 4:16,9   | 18 października |
| Brąz  | Daria Korczyńska                                                                  | Lekkoatletyka | bieg na 100 m  | 11,54    | 15 października |
| Brąz  | Agnieszka Czepukojć Kinga Kubicka Barbara Letka Paulina Rainczuk Katarzyna Wróbel | Judo          | drużynowo      |          | 16 października |
| Brąz  | Ewelina Klocek                                                                    | Lekkoatletyka | bieg na 200 m  | 23,73    | 17 października |
| Brąz  | Barbara Letka                                                                     | Judo          | kat. do 57 kg  |          | 18 października |

### Podział medali wg dyscyplin
| 1 | Judo          | 2  | 0 | 0 | 2 | 0 | 0 | 0 | 0 | 0 | 2 |
| 2 | Lekkoatletyka | 11 | 4 | 4 | 3 | 2 | 4 | 1 | 2 | 0 | 2 |
| 3 | Zapasy        | 3  | 0 | 1 | 2 | 0 | 1 | 2 | 0 | 0 | 0 |
|   | Ogółem        | 16 | 4 | 5 | 7 | 2 | 5 | 3 | 2 | 0 | 4 |

Źródło:

## Polscy multimedaliści na igrzyskach wojskowych 2007
W sumie 2 polskich sportowców zdobyło co najmniej dwa medale, w tym 1 złoty.
| Zawodnik/Zawodniczka | Dyscyplina – konkurencja              | Medale |
| Marcin Jędrusiński   | Lekkoatletyka – biegi (100 m i 200 m) |        |
| Daria Korczyńska     | Lekkoatletyka – biegi (100 m i 200 m) |        |